# کروموفگراد
کروموفگراد شهری در استان کرجالی کشور بلغارستان است که جمعیت آن در سال ۲۰۰۱ میلادی ۵٬۲۳۹ نفر بوده‌است.